# King (pel·lícula)
King és una pel·lícula d'aventures francesa dirigida per David Moreau a partir d'una idea original de Jean-Baptiste Andrea, i estrenada el 2022. S'ha doblat i subtitulat al català.

## Repartiment
- Gérard Darmon: Max
- Lou Lambrecht: Inès
- Léo Lorléac'h: Alex
- Thibault de Montalembert: Paul Sauvage
- Marius Blivet: Hugo Sauvage
- Clémentine Baert: Louise
- Artus: Thomas
- Vanessa David: Chaussin
- Laurent Bateau: Martin